# Ferruccio Battisti
Ferruccio Battisti (Trento, 24 gennaio 1912 – Campagna italiana di Grecia, 4 aprile 1941) è stato un militare italiano, decorato di medaglia d'oro al valor militare alla memoria nel corso della seconda guerra mondiale.

## Biografia
Nacque a Trento il 24 gennaio 1912, figlio di Giuliano e di Lisa Soini.
Dopo aver conseguito il diploma di ragioniere a Trento nel luglio 1933, iniziò a frequentare i corsi dell'Regia Accademia Militare di Fanteria e Cavalleria di Modena uscendone nell’ottobre 1935 con il grado di sottotenente, assegnato all'arma di fanteria, corpo degli alpini. Frequentato il corso presso la Scuola di applicazione a Parma venne destinato, prima al 1º Reggimento alpini e poi, promosso tenente nell'ottobre 1937, al 5º Reggimento alpini. Comandato in servizio ad un settore di copertura, ottenne anche un encomio dal Comando del Corpo d'armata di Bolzano per lavori da lui eseguiti. Trasferito al battaglione alpini "Valle Intelvi" del 5º Reggimento alpini mobilitato nel giugno 1940, nell'ottobre dello stesso anno passò al battaglione alpini "Morbegno" dello stesso reggimento e il 10 novembre partiva per l'Albania. Si distinse subito al comando di un reparto mitraglieri nella zona di Spinari, tanto da venire decorato con una medaglia d'argento al valor militare. Cadde in combattimento il 4 aprile 1941, insieme al capitano Adriano Auguadri durante un attacco greco portato con la fanteria e l'artiglieria contro le posizioni del Guri i Topit e di quota 2120, presidiate dal Battaglione alpini "Morbegno". I due ufficiali furono decorati entrambi con la medaglia d'oro al valor militare alla memoria.

### Annotazioni
1. ↑  Era nipote di Cesare Battisti.

### Fonti
1. ↑  Gruppo Medaglie d'Oro al Valore Militare 1965, p. 634.
2. ↑  Combattenti Liberazione.
3. 1 2 3 4 5  Bianchi, Cattaneo 2011, p. 309.
4. 1 2  Bianchi, Cattaneo 2011, p. 310.
5. ↑  Medaglie d'oro al valor militare sul sito della Presidenza della Repubblica
6. ↑  Registrato alla Corte dei Conti il 26 agosto 1942, guerra registro 34, foglio 110.